# Gūrchak (ort i Lorestan)
Gūrchak (persiska: گِلِ گورچَك, گُل گورچَكِ بالا, قَلعِه گيرشاه, قَلعِۀ گير شاه, گورچک, Gel-e Gūrchak) är en ort i Iran.   Den ligger i provinsen Lorestan, i den centrala delen av landet, 300 km sydväst om huvudstaden Teheran. Gūrchak ligger 1 583 meter över havet och antalet invånare är 469.
Terrängen runt Gūrchak är kuperad åt nordost, men åt sydväst är den platt. Runt Gūrchak är det ganska tätbefolkat, med 134 invånare per kvadratkilometer. Närmaste större samhälle är Dorūd, 11,0 km sydväst om Gūrchak. Trakten runt Gūrchak består i huvudsak av gräsmarker.